# فرانسيسكو دي أغيلار
فرانسيسكو دي أغيلار (بالإسبانية: Francisco de Aguilar)‏ (و. 1810 – القرن 19 م) هو سياسي، ومحام من هندوراس.